# Bernd Freytag von Loringhoven
Bernd Freiherr Freytag von Loringhoven (Arensburg (nu Kuressaare, Estland), 6 februari 1914 - München, 27 februari 2007) was een Duitse generaal.
Hij was een telg uit een adellijke familie, die na de Eerste Wereldoorlog uit het tegenwoordige Estland verhuisde naar het oosten van Duitsland.

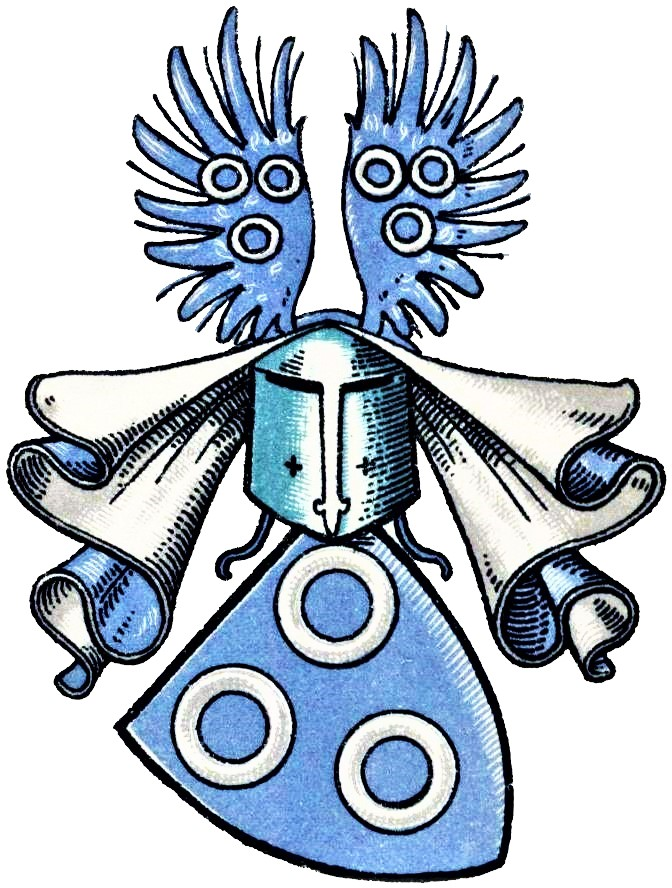
Familiewapen Von Freytag (1902)

Baron Bernd Freytag von Loringhoven was getuige van Adolf Hitlers laatste dagen in een Berlijnse bunker. Hij was verder een adjudant van Blitzkrieg-pionier Heinz Guderian en van generaal Krebs (de vervanger van Guderian). Bij de vijftigjarige herdenking van het einde van de Tweede Wereldoorlog, in 1995, sprak hij over de belevenissen in de bunker van Adolf Hitler. Sommige mensen wilden zelfmoord plegen. Op 29 april 1945, de dag voordat Hitler en Eva Braun zouden sterven, kreeg hij de kans de bunker te verlaten. Von Loringhoven had als taak inlichtingen te verzamelen voor de dagelijkse briefings van Hitler. Von Loringhoven vluchtte uiteindelijk met nog twee mannen uit de bunker en wist uit handen van de Sovjets te blijven. Uiteindelijk gaven ze zich over aan de geallieerden als krijgsgevangenen. Von Loringhoven zat uiteindelijk twee jaren in Britse krijgsgevangenschap en keerde daarna huiswaarts.
Von Loringhoven trad in 1956 toe tot het leger van de Bondsrepubliek, de Bundeswehr, en ging als luitenant-generaal in 1973 met pensioen. Hij publiceerde vervolgens zijn memoires met als titel Mit Hitler im Bunker (Met Hitler in de bunker), waarvan in 2006 een Engelse vertaling verscheen.
Bij de zestigjarige herdenking van het einde van de Tweede Wereldoorlog, in 2005, vertelde hij dat hij eigenlijk advocaat had willen worden maar uiteindelijk in 1933 bij de Wehrmacht ging omdat je na 1933 alleen advocaat kon worden als je lid was van de NSDAP.

## Decoraties
- Duitse Kruis in goud als Oberstleutnant en Chef 2./Panzerregiment 2.[4]
- IJzeren Kruis 1939, 1e klasse en 2e klasse
- Hospitaalorde van Sint-Jan (balije Brandenburg)
  - Ereridder
- Panzerkampfabzeichen
- Orde van Verdienste van de Bondsrepubliek Duitsland in 1972